# Tom Audenaert
Tom Audenaert (* 21. Mai 1979 in Lokeren, Belgien) ist ein belgischer Schauspieler.

## Karriere
Bis 2003 studierte er an der De Kleine Academie, einer internationalen Schauspielakademie in Brüssel, und war anschließend in der Straßentheatergruppe Compagnie Bizar tätig. 2008 wechselte er zum Ensemble Leporello, einer reisenden Theatergruppe aus Brüssel, die im Juli 2010 beim Avignon Festival auftrat. Er trat auch im Theater Bizon, im Theaterhaus Aksident und in Productions en Zonen auf. 
Tom Audenaerts erste Hauptrolle war die des blinden Joseph in Hasta la Vista von Geoffrey Enthoven. Es folgten Rollen wie der Fotograf Luc Auwerckx in der Fernsehserie Quiz Me Quick von Bart De Pauw und der Jugendreihe Lekker Windje op Ketnet. Er hatte Gastrollen in der Fernsehserie Halleluja!, Spoed und Die Traurigkeit der Dinge.
Seine Rolle als Jozef in Hasta la Vista brachte ihm Anfang 2012 eine Nominierung für den Ensor als bester Schauspieler bei den Flämischen Filmpreisen ein. Ende 2012 spielte er zusammen mit Benoît Poelvoorde und Marc Zinga in Akwaba, einem Film von Benoît Mariage. 2013 hatte er Rollen in den Fernsehserien Connie & Clyde und Zuidflank sowie Gastrollen in Safety First und In Vlaamse Velden. 2014 spielte er in den Serien Marsman und De zoon van Van Asund. 2015 hatte er Rollen in den Serien New Texas, Spitsbroers und dem Film What men want. 2016 spielte er eine Nebenrolle im Film Moonwalkers und in der Fernsehserie Wenn die Deiche brechen. 2017 spielte er in der wallonischen Serie Unité 42. Ab 2019 spielte er zwei Staffeln lang die Rolle des Regisseurs Erik in De luizenicide. Im Jahr 2020 spielte er in der Sendung Influencers.

## Filmografie (Auswahl)
- 2011: Hasta la vista
- 2014: Halfweg
- 2014: Les Rayures du zèbre
- 2014: Brabançonne
- 2015: Wat mannen willen
- 2015: Das brandneue Testament
- 2015: Moonwalkers
- 2016: L'Idéal
- 2016: La Trêve
- 2016: Wenn die Deiche brechen
- 2017: Unité 42
- 2018: La Trêve
- 2019: Unité 42
- 2019–2020: De Luizenmoeder
- 2020: Influencers
- 2021: Music Hole
- 2021: Passage

## Auszeichnungen
- 2012: Ensor Award: für die Rolle in Hasta la vista